# リーブ・アリューシャン航空
リーブ・アリューシャン航空(英名:Reeve Aleutian Airways)とは、アラスカ州、アンカレッジに本社を置いていた、アメリカ合衆国の航空会社。2000年12月5日に営業を停止した。

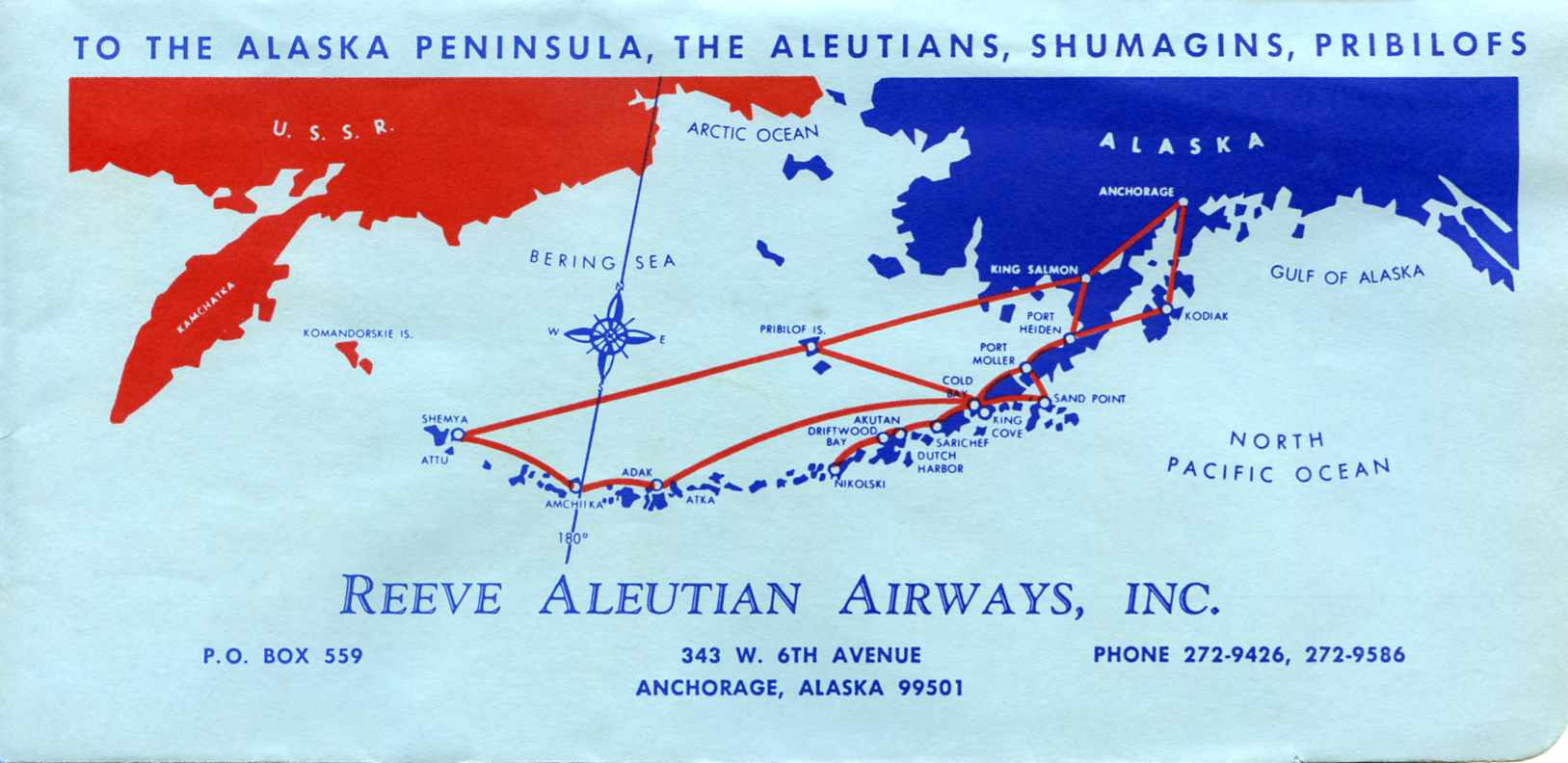
リーブ・アリューシャン航空の就航地

## 沿革
リーブ・アリューシャン航空はウィスコンシン州出身のパイロット、ロバート・キャンベル・リーブにより1947年3月24日に設立された。数は少なくとも丈夫な機体によってアラスカの各地の人々の足を助ける航空会社となっていた。新規導入NAMC YS-11Aは-300型、中古ロッキードL-188エレクトラが座席数を限定する郵便物、軽量貨物搭載量を拡大したフリートから運航する乗客事情に、また、少ない財力のなかで他社からの買い取りなど機材をで々に業務を拡張していた。1980年のロバートの死後は息子のリチャード・ダベンポート・リーブが経営を受け継いだ。

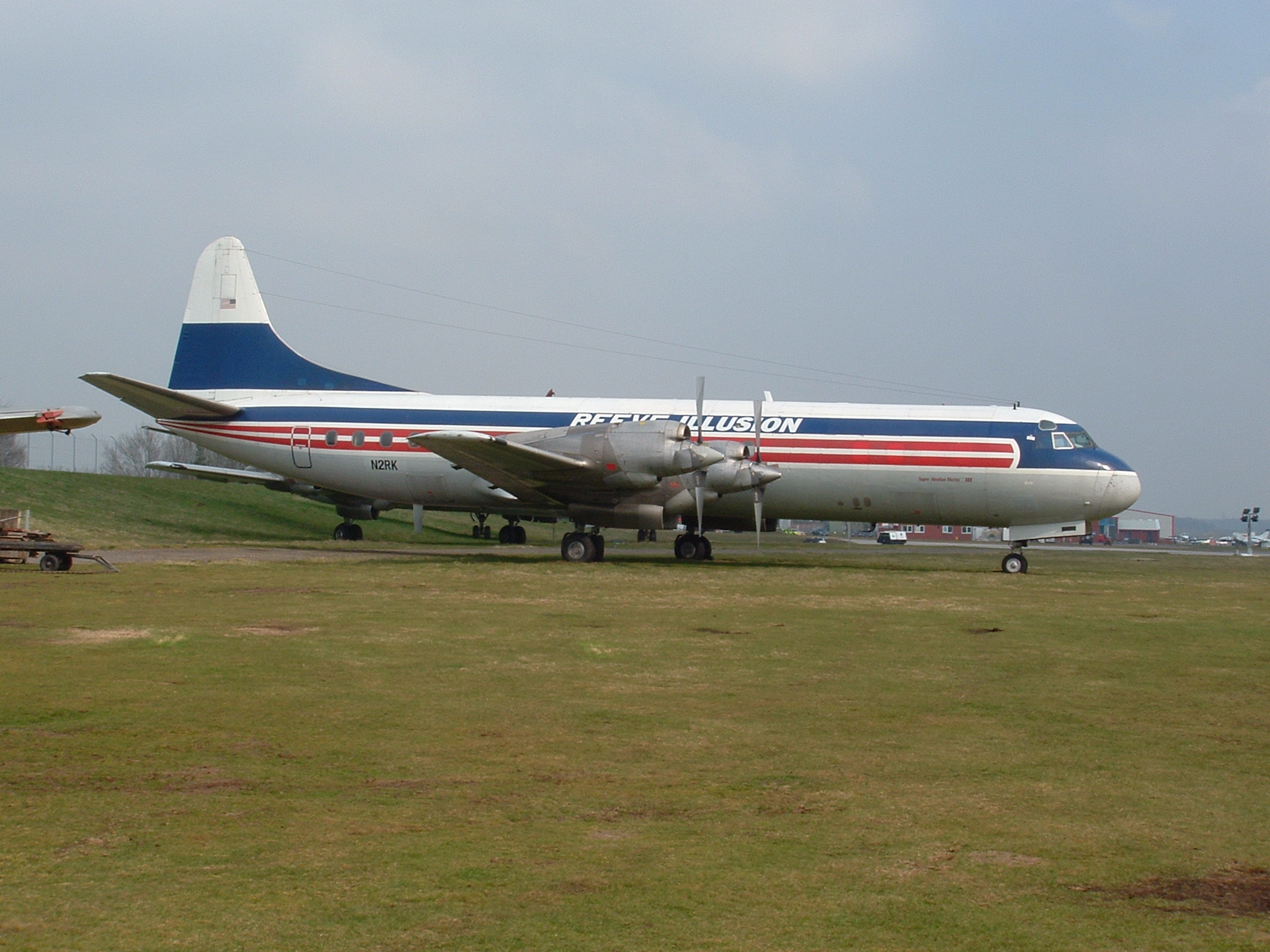
L-188 エレクトラ

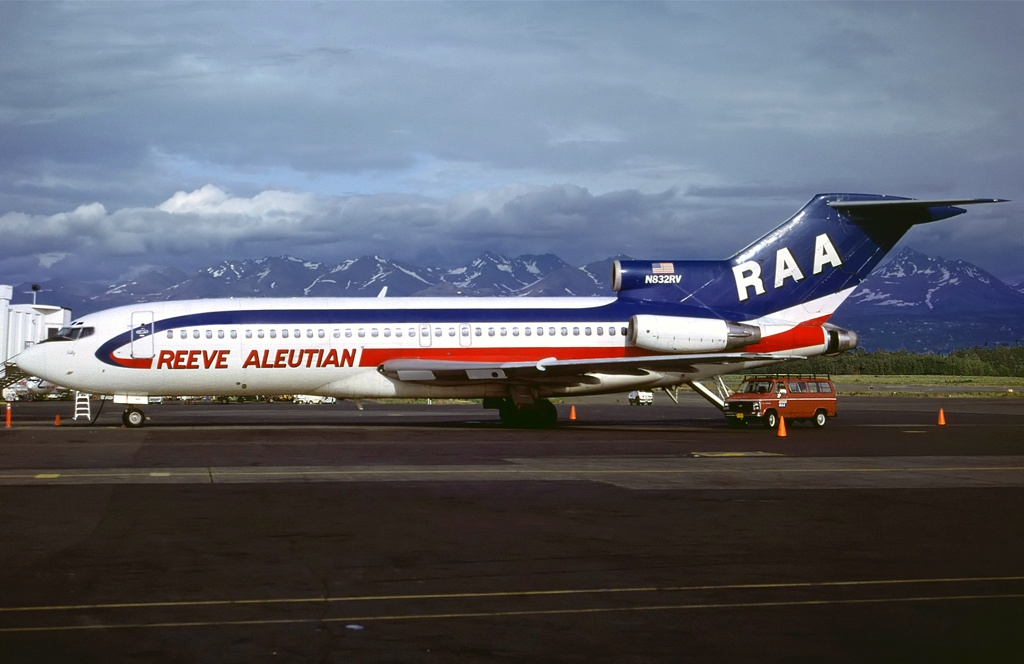
ボーイング 727

しかし、2000年12月5日をもって業務を中止し、約250人が解雇された。営業停止の理由としては、競争の激化や燃料価格の高騰があげられる。最後まで運用されていたのはエレクトラと727の1機ずつだった。

## 事故
リーブ・アリューシャン航空の関わった事故は以下のとおり。
- 1940年代後半 アンカレッジのメリルフィールド空港で、DC-3 N46567が離陸事故で損傷した。
- 1958年5月31日、カーチスC-46コマンドーN1302がドリフトウッド湾(en:Driftwood Bay)で大破した。
- 同年9月24日、DC-4 N63396はアラスカ（アリューシャン列島）のグレート・スキン島で墜落した。これにより16人が亡くなった。
- 1965年5月29日、DC-3 N91016はアラスカのニコルスキ(en:Nikolski, Alaska)で修復できないほど破損した。
- 1966年2月17日、カーチスC-46コマンドーN10012はアラスカのホーマー(en:Homer, Alaska)で事故を起こした。その後修理され、サービスに戻った。
- 1971年2月10日、カーチスC-46コマンドーN10012はアラスカのノンダルトン(en:Nondalton, Alaska)で大破した。
- 1972年6月22日、グラマングースN1513Vはアラスカのフォルスパス(en:False Pass, Alaska)で大破した。
- 1974年11月6日、ロッキードL-188エレクトラN7140Cはアラスカのアンカレッジ国際空港、倉庫の火災で焼失した。
- 同火災により、NAMC YS-11A N172RVも焼失した。
- 1982年2月16日、NAMC YS-11A N169RVはアラスカのキングサーモン空港着陸直前にエンジンが停止し、氷結した川に不時着した（リーブ・アリューシャン航空69便不時着事故）。
- 1983年6月8日、ロッキードL-188エレクトラN1968Rは上空20,000フィートでプロペラが外れた。機体の底部を損傷させて、気圧の影響で骨格が制御ワイヤを動きづらくし、スロットルも調整不能になったが、クルーのあきらめない努力によりアンカレッジ国際空港まで持ちこたえ、緊急着陸。緊急ブレーキが出火したが乗客全員が生存した（リーブ・アリューシャン航空8便緊急着陸事故）。その後修理され、サービスに戻った。